# Jelsk
Jelsk (vitryska: Ельск) är en stad i Homels voblast i sydvästra Belarus.
Staden drabbades hårt av radioaktiva nedfall efter Tjernobylolyckan 1986.